# El poder del perro
El poder del perro (en inglés, The Power of the Dog) es una película de drama y wéstern de 2021 escrita y dirigida por Jane Campion, basada en la novela de 1967 del mismo nombre de Thomas Savage. La película es protagonizada por Benedict Cumberbatch, Kirsten Dunst, Jesse Plemons y Kodi Smit-McPhee. Filmada principalmente en la zona rural de Otago, es una coproducción internacional entre Nueva Zelanda, Australia, el Reino Unido y Canadá. La cinta trata temas como el amor, el dolor, el resentimiento, los celos y la sexualidad.
El film tuvo su estreno mundial en el 78° Festival Internacional de Cine de Venecia el 2 de septiembre de 2021, donde Campion ganó el León de Plata a la Mejor Dirección. La película tuvo un estreno limitado en cines en Australia y Nueva Zelanda el 11 de noviembre de 2021 y en el Reino Unido el 19 de noviembre; se lanzó en streaming en todo el mundo en Netflix el 1 de diciembre.
La película recibió elogios de los críticos, que alabaron la dirección y el guion de Campion, la banda sonora y las actuaciones del elenco (en particular, Cumberbatch, Dunst y Smit-McPhee). Lideró con 12 nominaciones en la 94.ª edición de los Premios Óscar, incluida la de Mejor película, y fue nombrada una de las mejores películas de 2021 por el American Film Institute. También recibió siete nominaciones en la 79.ª edición de los Premios Globos de Oro, ganando los premios a Mejor película dramática, Mejor actor de reparto para Smit-McPhee y Mejor director para Campion, además de diez nominaciones en la 27.ª edición de los Premios de la Crítica Cinematográfica, incluyendo a Mejor película.

## Argumento
En 1925 Montana, los ricos hermanos Phil (Benedict Cumberbatch) y George Burbank (Jesse Plemons), dueños de un rancho, conocen a la viuda y propietaria de la posada, Rose Gordon, durante un arreo de ganado. El bondadoso George rápidamente se enamora de Rose, pero al grosero y volátil Phil no le gusta ella, creyendo que solo quiere el dinero de George. Phil también menosprecia a su hijo adolescente Peter, a quien ridiculiza por ser débil y afeminado. George y Rose se casan y ella se muda al rancho de Burbank mientras Peter asiste a la escuela de medicina. George organiza una cena con sus padres y el gobernador y presiona a Rose para que asista a un recital de piano. George revela que Phil fue un estudiante brillante en Yale, lo que profundiza aún más el misterio de la adopción de Phil del lado duro de la vida como ranchero y su hostilidad hacia George, sus padres e incluso el gobernador. Rose no puede actuar debido al menosprecio anterior de Phil. Humillada y molesta por el comportamiento de Phil, Rose comienza a beber, convirtiéndose en una alcohólica cuando Peter llega a casa para descansar de la escuela. Phil y sus hombres se burlan de Peter y él se aísla en su habitación, donde disecciona un conejo que ha atrapado.
En un claro lejos de la mansión, Phil se masturba con una delicada bufanda que pertenece a su difunto mentor, Bronco Henry. Peter entra en un vivac en el claro y encuentra un alijo de revistas homoeróticas de Bronco Henry que muestran a hombres desnudos. Observa a Phil bañándose en un estanque con la bufanda de Bronco alrededor de su cuello antes de que Phil lo ahuyente. Poco después, Phil sorprendentemente hace las paces con Peter, ofreciéndole trenzar un lazo de cuero crudo y le enseña a montar a caballo. Peter sale solo un día, encuentra una vaca muerta y, después de ponerse cuidadosamente los guantes de cirujano de goma que trajo en su mochila, corta pedazos de la piel de la vaca. Más tarde, mientras intenta atrapar un conejo con Peter, Phil se corta la mano con unos postes de madera, pero rechaza la oferta de Peter de vendar la herida. Luego, Peter le cuenta a Phil que encontró el cuerpo de su padre alcohólico, que se había ahorcado, y que tuvo la fuerza para cortarlo.
El alcoholismo de Rose empeora a medida que Peter y Phil pasan más tiempo juntos. Al enterarse de la política de Phil de quemar pieles no deseadas, Rose se las da desafiante a los comerciantes ambulantes locales Nativos americanos, lo que enfurece a Phil, quien arremete contra Rose antes de ser detenido por George. Peter tranquiliza a Phil ofreciéndole tiras de la piel que había cortado, omitiendo la mención del origen y la toxicidad potencial de la piel. Phil se conmueve con el gesto de Peter y le promete que tendrán una relación mucho mejor en el futuro. La pareja pasa la noche en el granero terminando la cuerda; La herida abierta de Phil y la piel se mezclan en la solución utilizada para ablandar la piel. Peter le pregunta a Phil sobre su relación con Bronco Henry y si él y Phil estaban desnudos juntos cuando una vez buscaron calor durante una tormenta; él y Phil comparten un cigarrillo. Lo siguiente mañana, George encuentra a Phil enfermo en la cama, su herida ahora severamente infectada. Phil delirante busca a Peter para darle el lazo terminado, pero George lo lleva al médico.
Más tarde se ve a George eligiendo un ataúd para su hermano mientras se prepara su cuerpo para el entierro. En el funeral, el médico le dice a George que lo más probable es que Phil haya muerto de ántrax. Esto desconcierta a George, ya que Phil siempre tuvo cuidado de evitar el ganado enfermo. Peter, que se saltó el funeral de Phil, abre un Libro de Oración Común en un pasaje sobre ritos funerarios y luego lee Salmo 22: «¡Libra mi alma de la espada, Y del poder del perro mi vida!». Con manos cuidadosamente enguantadas, Peter guarda su lazo terminado debajo de su cama. Mientras Peter observa a George y a Rose, ahora sobria, regresar a casa y abrazarse, se da la vuelta y sonríe.

## Reparto
- Benedict Cumberbatch como Phil Burbank
- Kirsten Dunst como Rose Gordon
- Jesse Plemons como George Burbank
- Kodi Smit-McPhee como Peter Gordon
- Thomasin McKenzie como Lola
- Genevieve Lemon como la señora Lewis
- Keith Carradine como el gobernador Edward
- Frances Conroy como la señora Burbank
- Peter Carroll como el señor Burbank
- Adam Beach como Edward Nappo

## Producción
En mayo de 2019 se anunció que Jane Campion escribiría y dirigiría una película basada en la novela de Thomas Savage El poder del perro, con Benedict Cumberbatch y Elisabeth Moss como protagonistas. Paul Dano entró en negociaciones para unirse a la película en septiembre de ese año. El siguiente mes se confirmó que protagonizaría la cinta, y Kirsten Dunst se sumó al elenco, en sustitución de Elisabeth Moss. Sin embargo, en noviembre de 2019, Dano también se retiró debido a conflictos de programación con The Batman. Jesse Plemons fue elegido para reemplazarlo. En febrero de 2020, Thomasin McKenzie, Kodi Smit-McPhee, Frances Conroy, Keith Carradine, Peter Carroll y Adam Beach se unieron al elenco de la película.
El rodaje comenzó en Nueva Zelanda el 10 de enero de 2020, en la región sur de Otago, incluida la ciudad de Dunedin. La producción de la película se detuvo debido a la pandemia de COVID-19, aunque, según los informes, Cumberbatch, Dunst y Plemons permanecieron en Nueva Zelanda durante el cierre del país. Después de que se otorgaran exenciones fronterizas para el elenco y el equipo, la producción se reanudó el 22 de junio de 2020.

## Estreno
La película tuvo su estreno mundial en la 78.° edición del Festival Internacional de Cine de Venecia el 2 de septiembre de 2021, seguido de una presentación especial en el Festival Internacional de Cine de Toronto de 2021, ese mismo mes. También se proyectó en el Festival de Cine de Nueva York el 1 de octubre de 2021, como la proyección central del festival. Tuvo primeramente un estreno limitado en noviembre de 2021, antes de su lanzamiento oficial en Netflix el 1 de diciembre de 2021.

## Premios y nominaciones
| Premio                                 | Categoría                          | Nominado (s)                                                                 | Resultado |        |
| -------------------------------------- | ---------------------------------- | ---------------------------------------------------------------------------- | --------- | ------ |
| Premios Óscar                          | Mejor Película                     | Jane Campion, Tanya Seghatchian, Roger Frappier, Emile Sherman, Iain Canning | Nominados | [ 21 ] |
| Premios Óscar                          | Mejor Dirección                    | Jane Campion                                                                 | Ganadora  | [ 21 ] |
| Premios Óscar                          | Mejor Actor                        | Benedict Cumberbatch                                                         | Nominado  | [ 21 ] |
| Premios Óscar                          | Mejor Actor de Reparto             | Kodi Smit-McPhee                                                             | Nominado  | [ 21 ] |
| Premios Óscar                          | Mejor Actor de Reparto             | Jesse Plemons                                                                | Nominado  | [ 21 ] |
| Premios Óscar                          | Mejor Actriz de Reparto            | Kirsten Dunst                                                                | Nominada  | [ 21 ] |
| Premios Óscar                          | Mejor Guion Adaptado               | Jane Campion                                                                 | Nominada  | [ 21 ] |
| Premios Óscar                          | Mejor Cinematografía               | Ari Wegner                                                                   | Nominado  | [ 21 ] |
| Premios Óscar                          | Mejor Edición                      | Peter Sciberras                                                              | Nominado  | [ 21 ] |
| Premios Óscar                          | Mejor Música Original              | Jonny Greenwood                                                              | Nominado  | [ 21 ] |
| Premios Óscar                          | Mejor Diseño de Producción         | Grant Major y Amber Richards                                                 | Nominados | [ 21 ] |
| Premios Óscar                          | Mejor Sonido                       | Richard Flynn, Robert Mckenzie, Tara Webb                                    | Nominados | [ 21 ] |
| Globos de Oro                          | Mejor Película - Drama             | Jane Campion, Tanya Seghatchian, Roger Frappier, Emile Sherman, Iain Canning | Ganadora  | [ 22 ] |
| Globos de Oro                          | Mejor Actor en Película de Drama   | Benedict Cumberbatch                                                         | Nominado  | [ 22 ] |
| Globos de Oro                          | Mejor Actor de Reparto             | Kodi Smit-McPhee                                                             | Ganador   | [ 22 ] |
| Globos de Oro                          | Mejor Actriz de Reparto            | Kirsten Dunst                                                                | Nominada  | [ 22 ] |
| Globos de Oro                          | Mejor Dirección                    | Jane Campion                                                                 | Ganadora  | [ 22 ] |
| Globos de Oro                          | Mejor Guion                        | Jane Campion                                                                 | Nominado  | [ 22 ] |
| Globos de Oro                          | Mejor Música Original              | Jonny Greenwood                                                              | Nominado  | [ 22 ] |
| 66.ª edición de los Premios Sant Jordi | Mejor actor en película extranjera | Benedict Cumberbatch                                                         | Ganador   | [ 23 ] |